# Sereda
Sereda là một chi bướm đêm thuộc phân họ Olethreutinae, trong họ Tortricidae.

## Các loài
- Sereda myodes Diakonoff, 1953
- Sereda tautana (Clemens, 1865)